# Joseph Horace Lewis
Joseph Horace Lewis (29 de octubre de 1824 - 6 de julio de 1904) fue un abogado, líder militar y político estadounidense. Se desempeñó como general de brigada en el Ejército de los Estados Confederados durante la guerra civil estadounidense, y luego como Representante de los Estados Unidos de Kentucky y juez de la Corte de Apelaciones de Kentucky, la corte de último recurso en Kentucky en ese momento.

## Primeros años y familia
Joseph H. Lewis nació cerca de Glasgow, Kentucky, el 29 de octubre de 1824. Era hijo de John y Eliza Martz (Reed) Lewis. Su padre fue voluntario en la Guerra de 1812, sirviendo bajo el mando de Andrew Jackson en la Batalla de Nueva Orleans.
Lewis obtuvo su educación temprana en las escuelas públicas locales. Luego se matriculó en el Center College en Danville, Kentucky, y se graduó en 1843. Después de graduarse, leyó leyes bajo el juez C. C. Thompkins. Fue admitido en el colegio de abogados en 1845 y comenzó a ejercer en Glasgow.
Lewis se casó con Sarah Rogers, quien murió en 1858. La pareja tuvo dos hijos: John Lewis y Eliza (Lewis) Burnham.

## Carrera política
Lewis fue elegido Whig para la Cámara de Representantes de Kentucky en 1850. Fue reelegido dos veces, sirviendo hasta 1855. Después del colapso del Partido Whig, Lewis se convirtió en Demócrata. Fue un candidato fracasado a un escaño en la Cámara de Representantes de Estados Unidos en 1856 y 1860.
En septiembre de 1861, Lewis se ofreció como voluntario para el servicio en el Ejército Confederado y fue comisionado coronel de la 6.ª Infantería de Kentucky. Después de la batalla de Chickamauga, fue ascendido a general de brigada por conducta meritoria. Se le dio el mando de la Brigada de Huérfanos y siguió siendo su comandante hasta el final de la guerra.
Después de la guerra, Lewis regresó a Glasgow y reanudó la práctica de la abogacía. Fue elegido nuevamente a la Cámara de Kentucky en 1868 y presidió el Comité de Educación de ese organismo. En 1870, fue elegido miembro de la Cámara de Representantes de Estados Unidos para cubrir la vacante causada por la renuncia de Jacob S. Golladay. En las próximas elecciones generales, fue elegido para un mandato completo. No fue candidato a la reelección en 1872. En total, sirvió desde el 10 de mayo de 1870 hasta el 3 de marzo de 1873.
Después de retirarse del Congreso, Lewis regresó brevemente a la práctica de la abogacía. Fue elegido juez de la Corte de Apelaciones de Kentucky en 1874. Fue reelegido para períodos posteriores y sirvió hasta 1898. En 1883, Lewis se casó con una viuda llamada Cassandra F. Flournoy Johnson.
Después de dejar la corte, Lewis se mudó a una granja en el condado de Scott, Kentucky, cerca de Georgetown, donde murió el 6 de julio de 1904. Fue enterrado en el cementerio de Glasgow.